# Denkte
Denkte település Németországban, azon belül Alsó-Szászország tartományban. Lakosainak száma 2781 fő (2023. december 31.). Denkte Wolfenbüttel, Dettum és Ohrum községekkel határos.

## Népesség
A település népességének változása:
| Lakosok száma | 2981 | 2874 | 2819 | 2823 | 2812 | 2799 | 2781 |
|               | 2015 | 2016 | 2017 | 2019 | 2021 | 2022 | 2023 |